# 耳かきランデブー
『耳かきランデブー』（みみかきランデブー）は、吉本興業企画配給の短編映画。監督はふくだみゆき。2017年の第9回沖縄国際映画祭「地域発信型映画」出品作の1つで、2018年に『たまえのスーパーはらわた』（監督：上田慎一郎）の同時上映作として全国劇場公開された。

## 公開
2017年4月、「地域発信型映画」の1つとして沖縄国際映画祭に出品されたのち、同年8月10日に本作の舞台となった群馬県前橋市にあるシネマまえばし（現・前橋シネマハウス）にて凱旋上映会が行われた。
2018年10月20日より、『たまえのスーパーはらわた』（監督：上田慎一郎）の同時上映作品として劇場公開。その後、2019年3月16日より、舞台となった前橋市にある前橋シネマハウスにて本作単独で2週間限定の劇場公開が行われる。
2021年7月14日によしもとミュージックよりDVDが発売およびレンタル解禁。沖縄国際映画祭での舞台挨拶の様子が特典映像として収録されている。
そのほか、全国劇場公開前より、ひかりTVの大阪チャンネルプレミアムパックの一作としてのネット配信が行われている。

## あらすじ
耳かきフェチの樺澤さやかの唯一の楽しみは、同棲する彼氏・須田啓太の耳かき。しかし最近はマンネリ気味。そんなとき、主人公の職場に最高の耳を持つ持つ男性・小林が現れる。自分で耳かきするのが苦手だと言う小林に、さやかは耳かきをしてあげることになったのだが……。彼氏以外の男への耳かきが浮気になるかならないかのドタバタラブコメディ。

## キャスト
- 春風亭ぴっかり☆ - 樺澤さやか
- 山本博（ロバート） - 須田啓太
- 村上純（しずる） - 小林
- 二宮芽生
- ヘイデル龍生
- 廣澤恵
- 香川誠（ROGUE）
- 川島大輔（アンカンミンカン）
- 富所哲平（アンカンミンカン）
- ファンファン
- 江藤純

キャストの山本博は群馬県邑楽町出身。アンカンミンカンの2人は群馬県みどり市出身で、群馬県の住みます芸人として活動している。

## スタッフ
- 監督・脚本：ふくだみゆき
- 制作プロデューサー：源田泰章
- エグゼクティブプロデューサー：水本章
- 撮影：曽根剛
- 録音：古茂田耕吉
- 助監督：上田慎一郎、松本純弥
- メイク：菅原美和子
- 衣装：萬行優
- オープニングテーマ：sympathy「ドロップキック・ミッドタウン」
- エンディングテーマ：ROGUE「気分はどうですか？」
- 制作：KATSU-do
- 製作：映画「耳かきランデブー」制作委員会
- 企画・配給：吉本興業株式会社[8]

監督・脚本のふくだみゆきは本作の舞台である群馬県前橋市の出身である。

## ロケ地
- 群馬県前橋市[1][2]
  - 前橋公園
  - 前橋弁天通り商店街
  - カラオケスタジオQB
  - 上毛新聞社
  - kokechi
  - るなぱあく
  - 西洋亭 市